# Hella Hirsch
Ne pas confondre avec le résistant Helle Hirsch (1916-1937).
Hella Hirsch, née le 6 mars 1921 à Poznań et morte le 4 mars 1943 à la prison de Plötzensee à Berlin, est une ouvrière allemande et résistante contre le nazisme. Elle est condamnée à mort et exécutée.

## Biographie

### Carrière antérieure

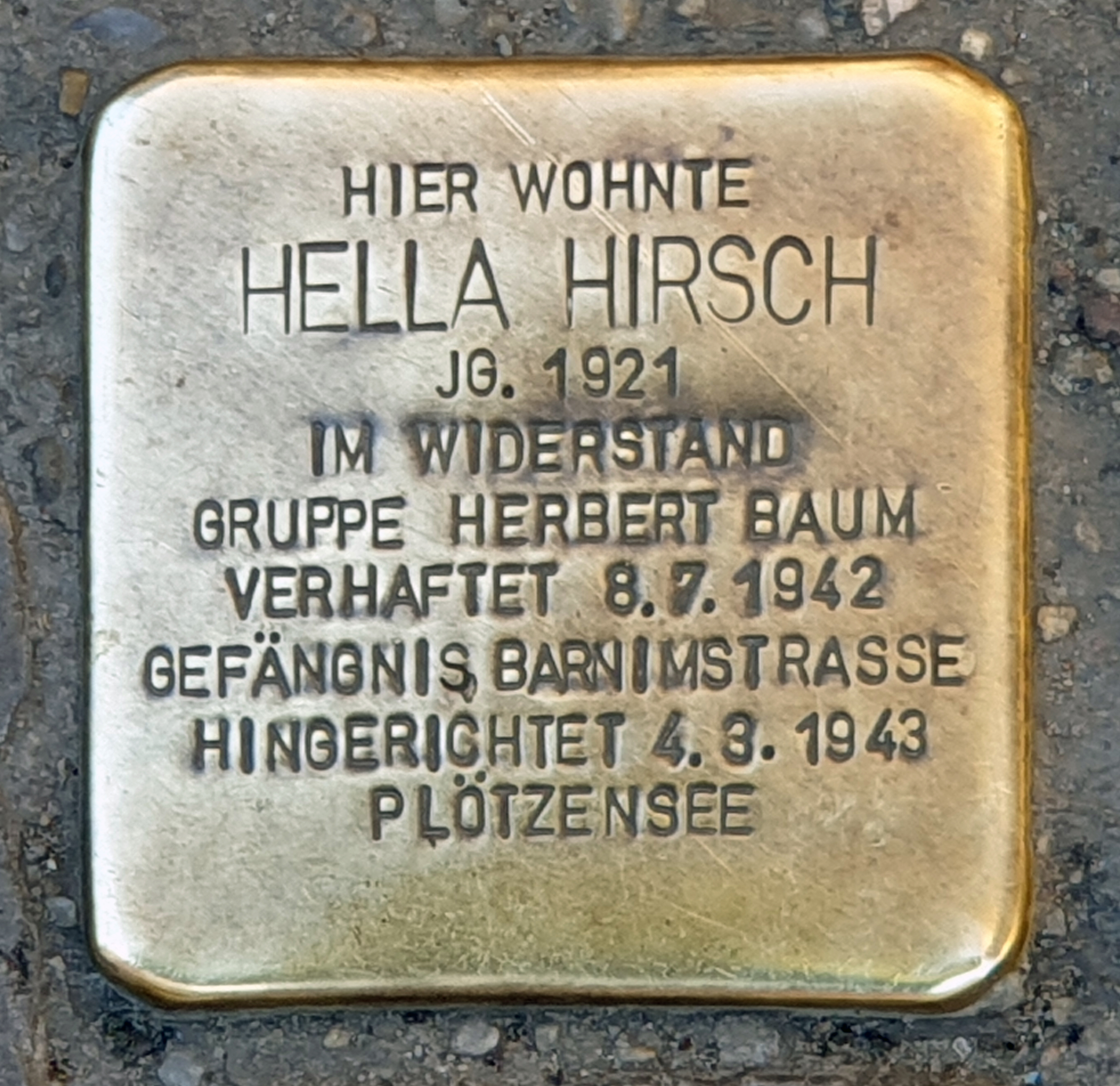
Pierre d'achoppement à la maison, Auguststraße 49A, à Berlin-Mitte

Hella Hirsch est née le 6 mars 1921 à Poznań dans une famille ouvrière. Se parents sont Jakob Hirsch (1885-), travailleur des transports et Hannchen Ruschin (1887-), femme au foyer. Elle a une sœur plus jeune, Alice Hirsch (1923-1943). Elle fréquente une école primaire juive et le Margarethen Lyceum. Elle effectue ensuite un apprentissage commercial dans la firme Zeidler et Remark d'avril 1937 à mars 1939. De juin 1939 à juin 1941, elle travaille comme réceptionniste pour l'ophtalmologiste Fritz Hirschfeld,.
À partir des années 1930, elle appartient à un groupe de jeunes juifs à orientation communiste, autour de Herbert Baum.
Malgré son orientation idéologique, le Groupe Herbert Baum (de) est indépendant du Parti communiste d'Allemagne (KPD) ainsi que de son organisation clandestine. D'après les mots d'Herbert Baum, il s'agit plutôt d'un cercle d'amis.
Sous la direction d'Herbert Baum, Hella Hirsch dirige des réunions clandestines au cours desquelles des débats politiques et une formation au sens marxiste sont menés. Sa sœur, Alice Hirsch et son amie Uschi Rubinstein font aussi partie de ce groupe.
À partir de juin 1941, Hella Hirsch, en tant que juive, est soumise au travail forcé dans l'usine Aceta, une filiale de l'IG Farben à Berlin-Rummelsbourg,.

### Résistance et mort
Vers 1936, le groupe Baum commence à mener des activités pour combattre le régime nazi de l'intérieur. Dans les années 1940 à 1942, le groupe distribue du matériel de propagande dirigé contre les nazis et la guerre. Le 18 mai 1942, il organise un attentat contre l'exposition de propagande antisoviétique " Le paradis soviétique " dans le Lustgarten de Berlin. Des explosifs sont posés dans l'exposition mais l'incendie déclenché ne fait que peu de dégâts et l'exposition rouvre dès le lendemain. Le groupe est découvert et de nombreux militants emprisonnés. Hella Hirsch entre dans la clandestinité pendant un certain temps,.
Avec Felix Heymann, qu'elle épouse en mai 1942, elle se cache dans un appartement à Fredersdorf.
Hella Hirsch est arrêtée le 8 juillet 1942 sur son lieu de travail où elle est retournée, croyant que la vague d'arrestations s'était calmée.
Elle est accusée, ainsi que onze autres résistants du groupe, par le Volksgerichtshof de "préparation à la haute trahison et faveur envers l'ennemi". Dans le jugement du 10 décembre 1942, tous les accusés sont reconnus coupables. Hella Hirsch est condamnée à mort, tout comme Heinz Birnbaum (de), Marianne Joachim, Hildegard Loewy, Hanni Meyer (de), Helmut Neumann (de), Heinz Rotholz (de) , Siegbert Rotholz (de) et Lothar Salinger (de).
Les accusées Lotte Rotholz, Edith Fraenkel (de) et la sœur de Hella, Alice Hirsch (de) sont condamnées respectivement à huit, cinq et trois ans de prison.
La condamnation et l'exécution de ces jeunes gens, âgés entre 20 et 23 ans, sont annoncées à la population sur une affiche rouge vif. Selon la législation visant à imposer aux juifs l'octroi de prénoms typiques pour les différencier du reste de la population allemande, des prénoms supplémentaires, Israël ou Sara, leur sont attribués.
Hella Hirsch et les huit autres condamnés à mort sont exécutés par guillotine le 4 mars 1943 dans la prison de Plötzensee. Les corps décapités de Hella Hirsch et Marianne Joachim sont donnés à l'institut d'anatomie de l'université de Berlin où Hermann Stieve mène des recherches grâce aux cadavres des opposants au régime,.
La sœur de Hella Hirsch, Alice, a ensuite été déportée au camp de concentration d'Auschwitz et y a été gazée,.

### Postérité
En République fédérale d'Allemagne, le groupe Baum est associé au Parti communiste, bien qu'il n'en ait pas fait partie. De ce fait, ses membres sont généralement ignorés dans les hommages. En République démocratique allemande, les juifs ne sont guère représentés dans la politique de mémoire. Seul le communiste Herbert Baum est mentionné depuis 1981 sur une pierre commémorative  au Lustgarten. « Hella Hirsch et ses amis étaient trop juifs pour la RDA et trop communistes pour la jeune République fédérale ».
Plus récemment des hommages nominatifs sont cependant rendus.
- Une rue de Berlin, le Alice und Hella Hirsch Ring commémore les deux sœurs.

- Deux plaques commémoratives dédiées au groupe Baum à Berlin mentionnent le nom d'Hella Hirsch : une plaque à Berlin dans le cimetière juif de Weißensee et une plaque érigée dans le Lustgarten.

- Le 18 novembre 2022, un stolperstein est posé devant son ancien lieu de résidence, Berlin-Mitte, Auguststraße 49[9].

En 2010, paraît le court métrage documentaire Hella Hirsch und ihre Freunde de Barbara Kaspers et Lothar Schuster.